# Ninni Elliot
Ingrid Elisabeth "Ninni" Elliot, född Wahlund den 2 december 1918 i Snöstorps församling, död den 29 april 2014, var en svensk logoped, ursprungligen skådespelare och sångerska.

## Karriär
Elliot var huvudlärare i ämnet röst inom logopedutbildningen vid Karolinska Institutet och utnämndes 1995 till hedersdoktor där. Hennes Röstboken, tal- röst och sångövningar (2009) har använts som kurslitteratur vid bland annat Åbo Akademi och Uppsala universitet.
Ninni Elliot är begravd på Östra kyrkogården i Göteborg.

## Filmografi
- 1941 – Soliga Solberg
- 1947 – Försummad av sin fru
- 1950 – Södrans revy
- 1959 – Sköna Susanna och gubbarna

## Teater

### Roller (ej komplett)
| År   | Roll                         | Produktion                                                        | Regi             | Teater                   |
| ---- | ---------------------------- | ----------------------------------------------------------------- | ---------------- | ------------------------ |
| 1941 | Charlotte Franklin           | Lycklig resa! Samson Raphaelson                                   | Rudolf Wendbladh | Helsingborgs stadsteater |
| 1941 | Clarisse                     | Kungl. Logen Karl Farkas och Hans Lang                            | Rudolf Wendbladh | Helsingborgs stadsteater |
| 1942 | Maria                        | Mikaels dag Harry Blomberg                                        | Rudolf Wendbladh | Helsingborgs stadsteater |
| 1942 | Botilla, Svedjes fästekvinna | Rid i natt! Vilhelm Moberg                                        | Rudolf Wendbladh | Helsingborgs stadsteater |
| 1942 | June, swing sister           | Ministeriet vacklar Bruno Engler, Fred Heller och Leonhard Märker | Rudolf Wendbladh | Helsingborgs stadsteater |